# Shâh Shujâ
Ne doit pas être confondu avec Shah Shuja ou Chah Chodja.
Shâh Shujâ (3 juillet 1616 - 7 février 1661) est gouverneur du Bengale.
Deuxième fils de Shâh Jahân et de Mumtaz Mahal, il est défait par ses frères lors de la lutte pour le trône de l’Empire moghol. Son successeur est Aurangzeb. 
Shâh Shujâ est assassiné en 1661 lors de son exil en Birmanie. 